# Cmentarz żydowski w Piasecznie
Cmentarz żydowski w Piasecznie – został założony w 1868 lub 1869. Znajduje się w zachodniej części miejscowości, przy ul. Juliana Tuwima. Dojście na teren cmentarza jest oznaczone znakami informacji miejskiej oraz znakiem Rady Ochrony Pamięci Walk i Męczeństwa. Jest otoczony zabudową jednorodzinną. Ma powierzchnię 0,24 ha i jest ogrodzony drucianą siatką. Do naszych czasów zachowało się około trzydziestu macew lub ich fragmentów, z których najstarsza pochodzi z 1889 roku. W czasie II wojny światowej służył jako miejsce egzekucji Polaków i Żydów, co upamiętnia stosowny pomnik.

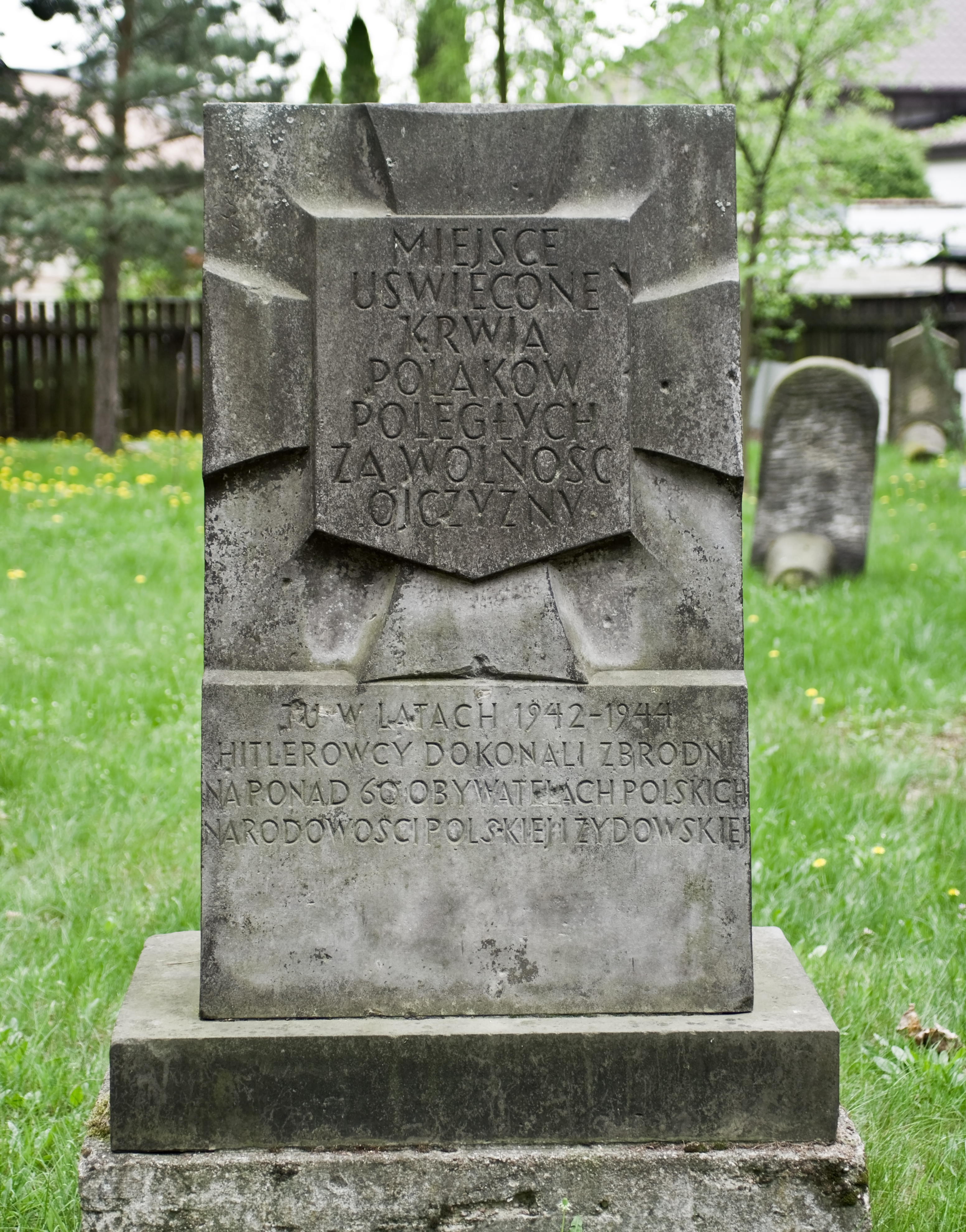
Pomnik na cmentarzu żydowskim w Piasecznie. Napis głosi Miejsce uświęcone krwią Polaków poległych za wolność Ojczyzny. Tu w latach 1942-1944 hitlerowcy dokonali zbrodni na ponad 60 obywatelach polskich narodowości polskiej i żydowskiej.